# Mordovianos
Mordovianos, também chamados de mordóvios, mordvinos ou mordovinos (em erzya: эрзят/erźat, em moksha: мокшет/mokšet, em russo:  мордва/mordva) são os membros de um povo que fala uma língua mordóvica da família das línguas urálicas e vive principalmente na República da Mordóvia e em outras partes da região média do Rio Volga, na Rússia.
São um dos maiores povos indígenas da Rússia. Eles se identificam como grupos étnicos separados: os erzyanos e os mokshas, além de subgrupos menores dos mordovianos de Qaratay, Teryukhan e Tengushev (ou Shoksha) que tornaram-se completamente russificados ou turquimizados nos séculos XIX a XX. Menos de um terço dos mordovianos vivem na república autônoma da Mordóvia. O resto está espalhado sobre os oblasts russos de Samara, Penza, Oremburgo e Níjni Novgorod, bem como o Tartaristão, a Chuváchia, Bascortostão, a Ásia Central, Sibéria, o Extremo Oriente, o Cazaquistão, Azerbaijão, Armênia e os Estados Unidos.
Os mordovianos erzya (em erzya: эрзят, erzyat; também erzia, erza), que falam o erzya, e os mordovianos mokshas (em moksha: мокшет, Mokshet), que falam o moksha, são os dois principais grupos. Os mordovianos qaratay vivem no distrito de Kamsko-Ustyinsky do Tartaristão e substituíram sua língua pelo tártaro, embora com uma grande proporção do vocabulário mordoviano (um substrato). Os teryukhan, que moravam na região de Níjni Novgorod da Rússia, substituíram sua língua pelo russo no século XIX. Eles reconhecem o termo mordva como pertencente a eles, enquanto os qaratay também se autodenominam mukshas. Os mordovianos tengushev vivem no sul da Mordóvia e são um grupo de transição entre o moksha e o erzya.
Os erzyanos do oeste também são chamados de Shoksha (ou Shoksho). Eles estão isolados da maior parte dos erzyanos, e seu dialeto/idioma foi influenciado pelos dialetos dos mokshas.

## Nomes
Enquanto Robert Gordon Latham identificou Mordva (mordoviano, em russo) como uma autodesignação, identificando-a como uma variante do nome Mari, Alexei Shakhmatov no início do século XX observou que mordva não foi usado como autodesignação pelas duas tribos mordovianas dos erzyanos e dos moksha. O professor Gábor Zaicz sublinha que os mordovianos não usam o nome como uma autodeclaração. Feoktistov escreveu que "os chamados mordovianos tengushev são erzyanos que falam o dialecto erzya com o substrato moksha e, na verdade, eles são um grupo etnográfico dos erzyanos, geralmente conhecidos como Shokshas. Estes eram erzyanos que historicamente referiam-se como mordovianos e os mokshas geralmente eram mencionados separadamente como 'mokshas'. Não há evidências de que os mokshas e erzyanos fossem uma unidade étnica na pré-história". Isabelle T. Keindler escreveu: "Gradualmente grandes diferenças desenvolvidas em costumes, linguagem e até mesmo aparência física (até a sua conversão ao cristianismo, os erzyanos e os mokshas não se casaram e até hoje casamentos entre si são raros.) As duas subdivisões mordovianas não compartilham heróis populares em comum - suas antigas músicas tradicionais entonam apenas heróis locais. Nenhuma das duas línguas tem um termo comum para designar a si próprio ou a sua língua. Quando um orador deseja se referir aos mordovianos como um todo, ele usa o termo "Erzia e Moksha".

### Etimologias

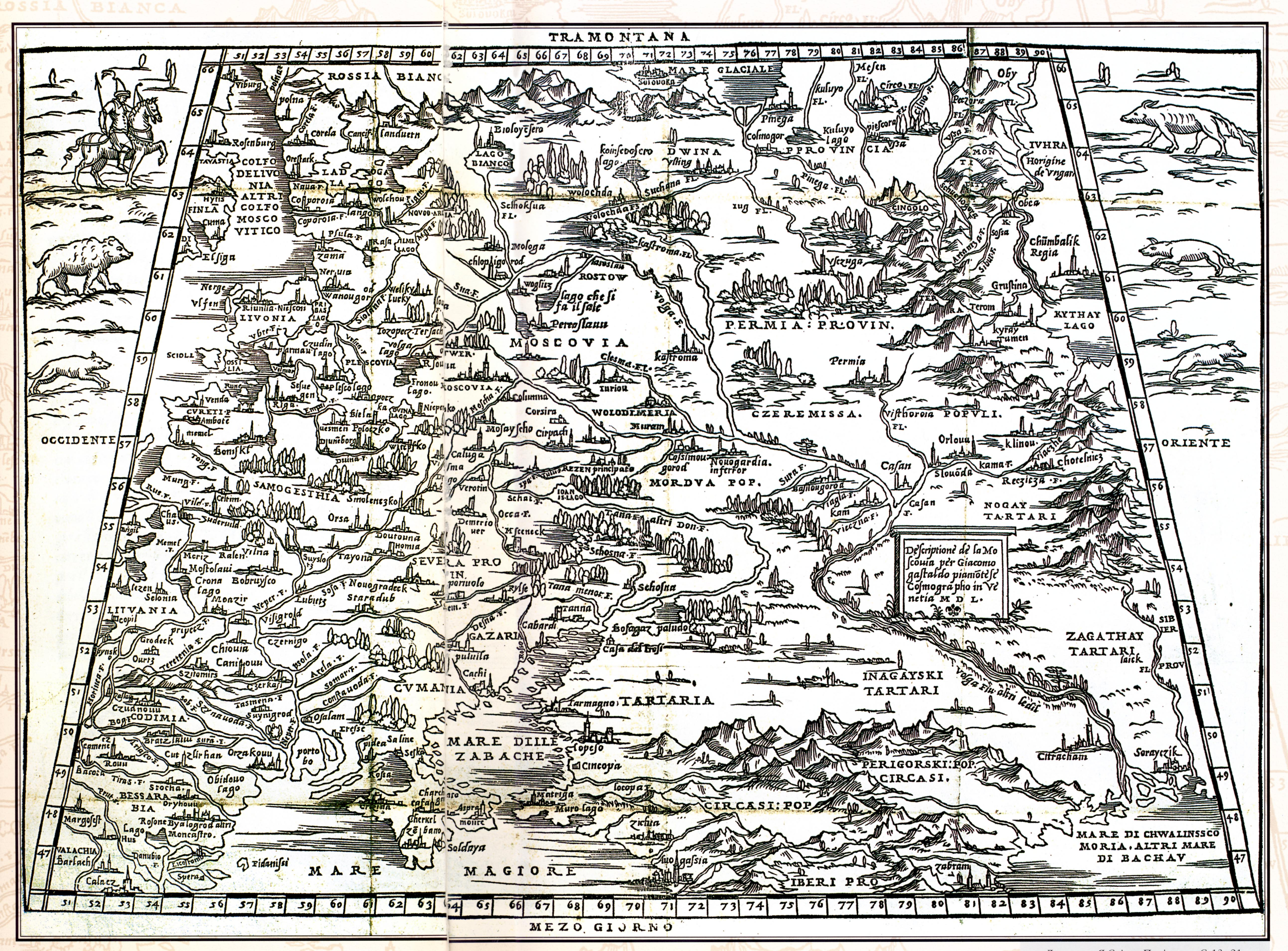
Mordva populi (mordovianos) mostrados num mapa de 1550 por Giacomo Gastaldi como residentes ao sul de Kasimov e Níjni Novgorod

## Aspectos

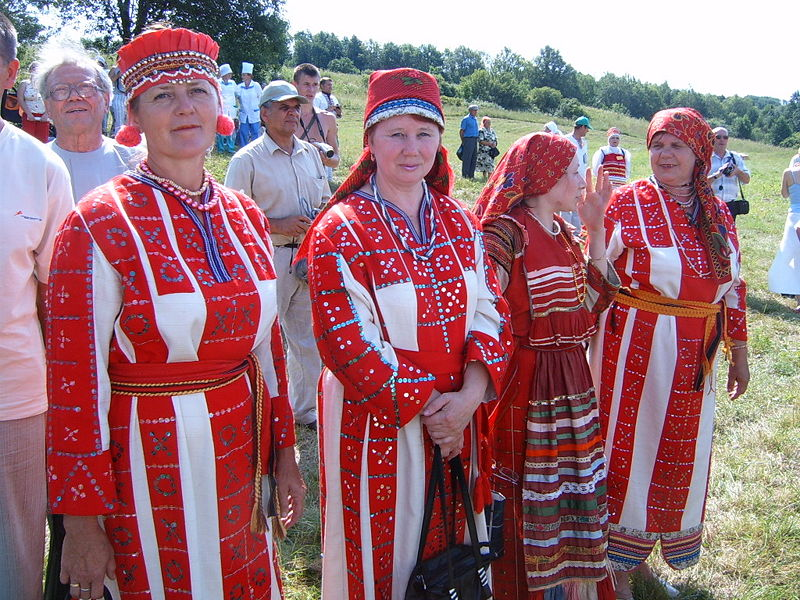
Mulheres do Oblast de Penza da etnia erzya vestidas com trajes tradicionais

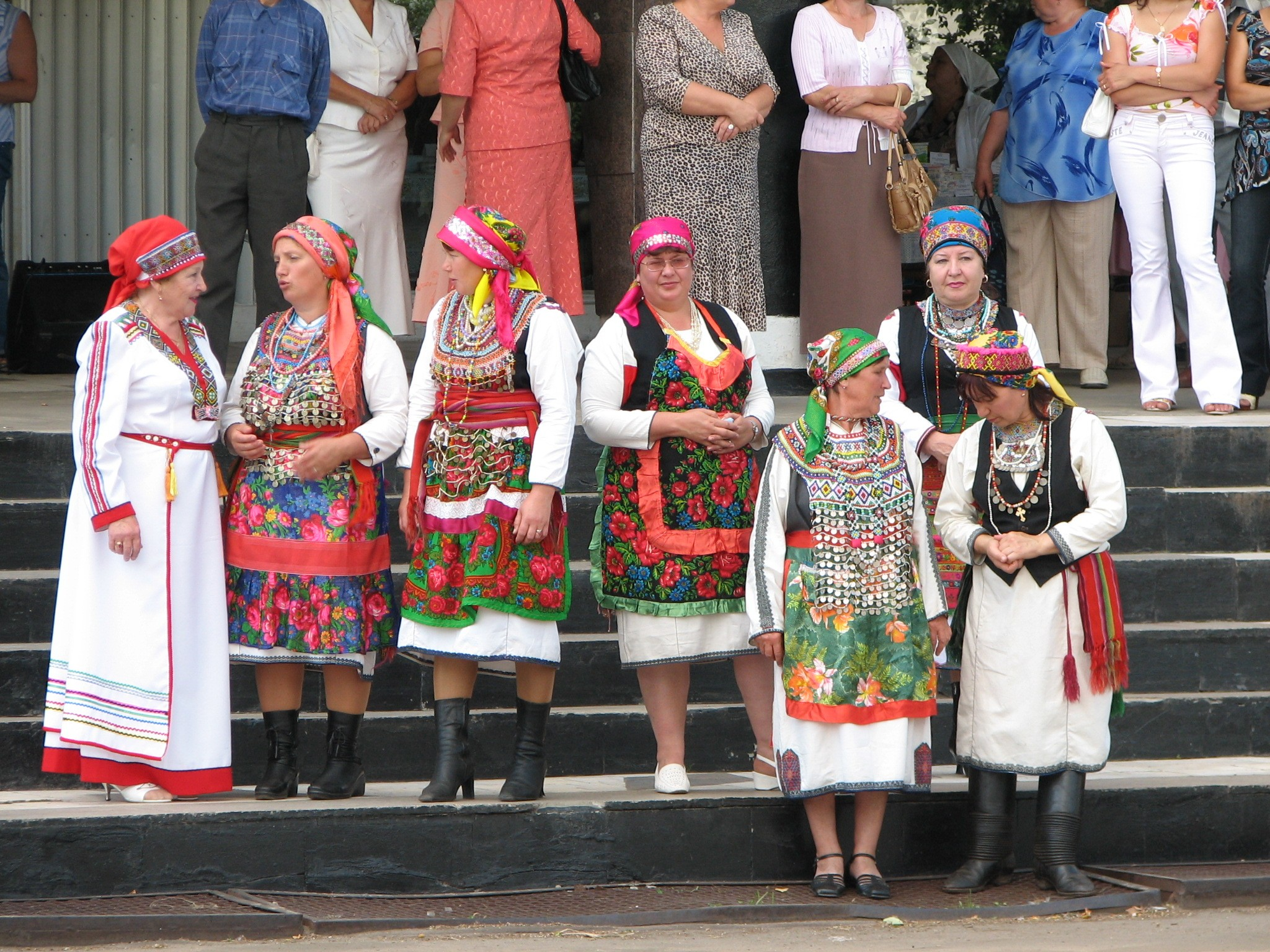
Mulheres moksha em trajes tradicionais

### Pré-história

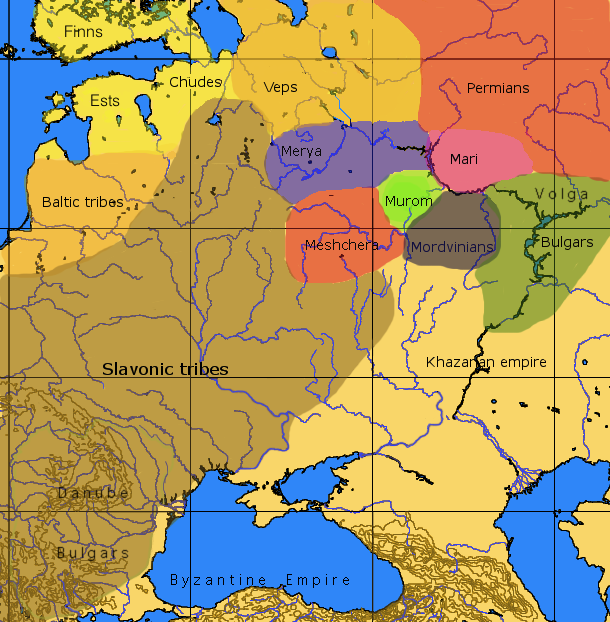
Fínicos, eslavos e cazares por volta do século IX. Mordovianos são indicados na cor cinza

## Demografia

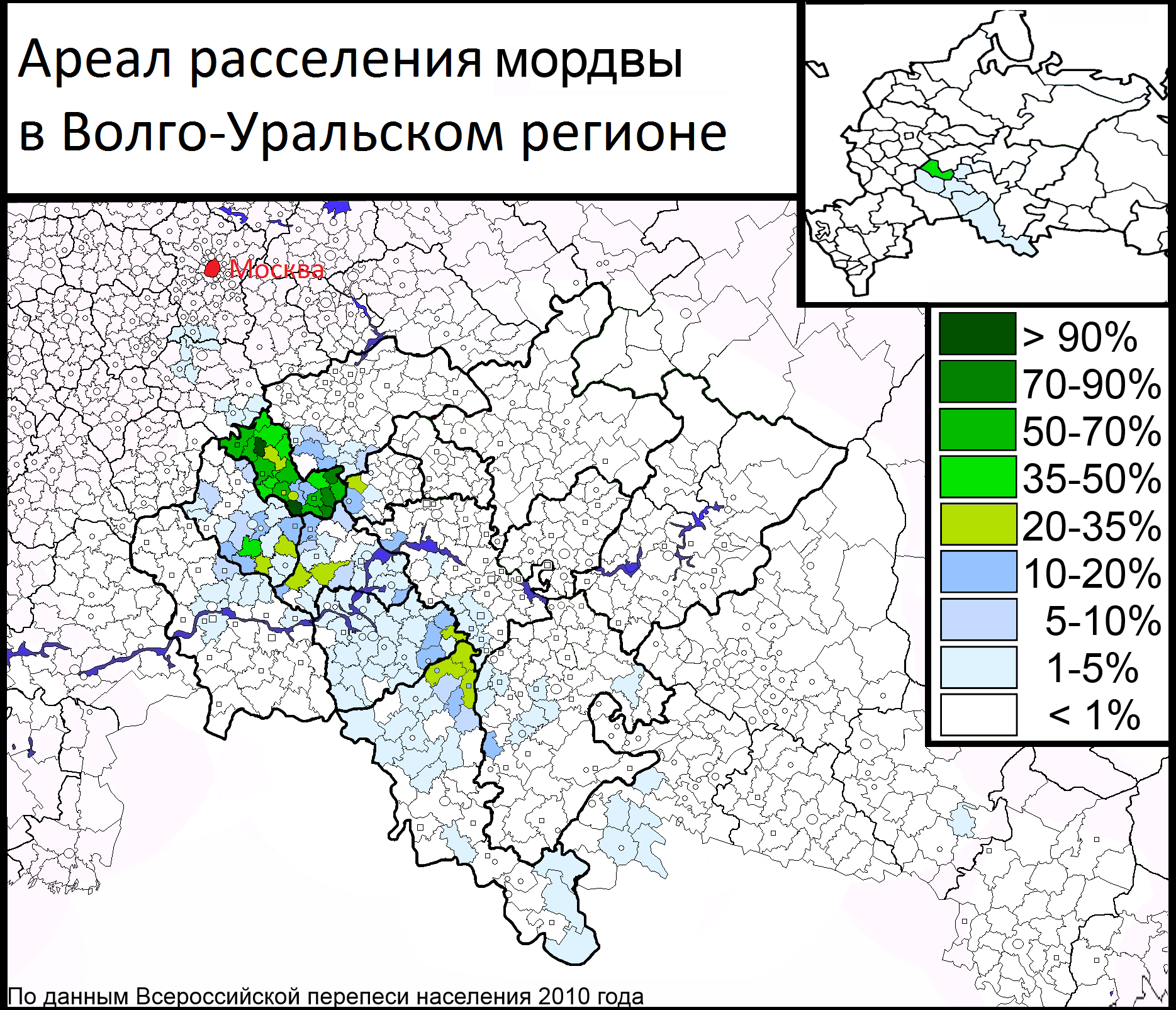
Mordovianos na região do Volga-Urais (censo de 2010)